# Gåstjärnarna (Åre socken, Jämtland, 705801-133722)
Gåstjärnarna är en sjö i Åre kommun i Jämtland och ingår i Indalsälvens huvudavrinningsområde. Sjön har en area på 0,152 kvadratkilometer och ligger 630,7 meter över havet.

## Delavrinningsområde
Gåstjärnarna ingår i det delavrinningsområde (705742-133709) som SMHI kallar för Mynnar i Anjeströmmen. Medelhöjden är 649 meter över havet och ytan är 2,04 kvadratkilometer. Det finns inga avrinningsområden uppströms utan avrinningsområdet är högsta punkten. Vattendraget som avvattnar avrinningsområdet har biflödesordning 3, vilket innebär att vattnet flödar genom totalt 3 vattendrag innan det når havet efter 389 kilometer. Avrinningsområdet består mestadels av skog (63 procent) och kalfjäll (16 procent). Avrinningsområdet har 0,22 kvadratkilometer vattenytor vilket ger det en sjöprocent på 10,7 procent.